# Bernardo Segall
Bernardo Segall (Campinas, 1911. augusztus 4. – Los Angeles, 1993. november 26.) amerikai-brazil zeneszerző és zongorista. 16 évesen költözött Amerikába. Számos koncertfilm készült róla.
Nagybátyja a festő Lasar Segall volt.